# Leucanopsis oruba
Leucanopsis oruba är en fjärilsart som beskrevs av William Schaus 1892. Leucanopsis oruba ingår i släktet Leucanopsis och familjen björnspinnare. Inga underarter finns listade i Catalogue of Life.